# التسلسل الهرمي للهيمنة

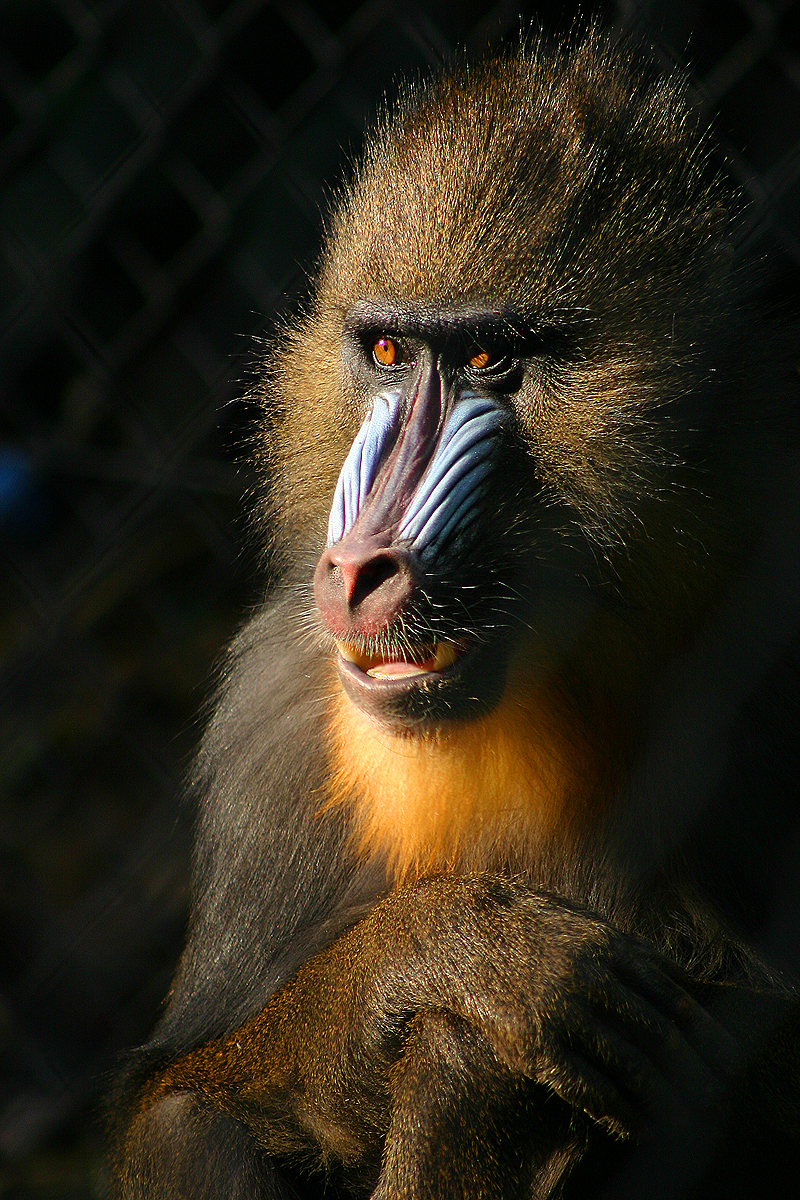

طبقية الرُتب (بالإنجليزية: Dominance hierarchy)‏ أو التسلسل الهرمي للهيمنة هو نوع من التسلسل الهرمي الاجتماعي ينشأ نتيجة تفاعل أعضاء مجموعة اجتماعية فيما بينهم، وذلك لإنشاء نظام تصنيف معين. ضمن مجموعات الحياة الاجتماعية، من المحتمل أن يتنافس الأعضاء على الموارد المحدودة وفرص التزاوج. عوضًا عن القتال في كل مرة يجتمعون فيها، تُحدد مرتبة نسبية بين أفراد الجنس الواحد. استنادًا إلى المواجهات المتكررة، ينشأ نظام اجتماعي يخضع للتغيير في كل مرة يتحدى فيها فردٌ ذو رتبة أدنى الحيوان المهيمن.

## الهيمنة
بالنظر إلى فوائد وسلبيات الاستحواذ على رتبة عالية داخل مجموعة هرمية، ثمّة خصائص معينة للأفراد والمجموعات والبيئات تحدّد فيما إذا كان الفرد سيستفيد من تلك الرتبة العالية. تشمل الخصائص الفردية فيما إذا كانت الرتبة العالية ستتيح لهم فرصة الوصول إلى موارد قيمة مثل التزاوج والغذاء.
ينتج التسلسل الهرمي كنتيجة لتراكم المواجهات الفردية وديناميكيات المجموعة ومشاركة الموارد، لذلك يمكن أن يؤثر حجم المجموعة وتكوينها على اختيار الرتبة المهيمنة للأفراد ذوي الرتب العالية ونوع التسلسل الهرمي. على سبيل المثال، في مجموعة كبيرة تحوي العديد من الذكور، قد يكون من الصعب للغاية بالنسبة للذكر الأعلى مرتبة أن يهيمن على جميع فرص التزاوج، لذلك ربما توجد مشاركة لفرص التزاوج. إن فرص التزاوج العَرَضية المتاحة للأفراد ذوي المرتبة الأدنى تقلل من احتمالية مواجهة الأتباع للذكر المهيمن – فعملية التزاوج لم تعد تخضع لنظام إما كل شيء أو لا شيء، والحصص فيها كافية لإرضاء معظم الأفراد ذوي المرتبة الدنيا. جانب آخر يمكن أن يحدد طبقية الرُتب هو عامل البيئة. ضمن مجموعات السكان في المناطق الريفية في كينيا، حققت الإناث ذوات الرتب العالية نجاحًا أكبر في البحث عن الموارد عندما حُصرت الموارد الغذائية ضمن نطاق معيّن، ولكن عندما وُزّعت المواد الغذائية في جميع أنحاء المنطقة، فقدت ميزتها، نظرًا لأن الإناث ذوات المرتبة الأدنى يمكنهن أن يحصلن على الطعام مع خطر أقل من مواجهة الإناث المهيمنة الأدنى مرتبة.

### تكاليف أقل للرُّتب الأدنى
تشارك الحيوانات ذات المرتبة الأقل في عدد من السلوكيات من أجل موازنة تكاليف الرُّتب المنخفضة. غالبًا ما يرتبط التشتت بزيادة عدد الوفيات إذ أن المرتبة الأقل قد تُقلل من الفوائد المحتملة لمغادرة المجموعة. في مجموعة الثعلب الأحمر، تبيّن أن الأفراد ذوي المرتبة الأقل، ممن قُدمت لهم الفرصة للهجرة، التي ليست في الغالب بسبب خطر التعرض للموت أو الاحتمال الضعيف بأنهم سوف يصبحون أفرادًا مهيمنين في مجمعة جديدة. هناك أيضًا احتمال بأن يصبح الفرد ذو المرتبة الأقل الذي يمكن أن يصحب فردًا بمرتبة عالية في وقت لاحق في حال توفيّ الذكر الأقوى أو سُلبت منه السلطة.

### الفوائد المباشرة
هناك عدد من الفوائد لذوي الرُّتب الأدنى. تُعتبر الرتبة الأدنى مفيدة في الصراعات الحادة إذ من الممكن التكهّن برتبة الأفراد بعد صراع ما. ستحدث إصابات أقل في حال تجنّب أفراد المرتبة الأدنى القتال ضد الأفراد ذوي الرتب الأعلى الذين سيكسبون نسبة كبيرة من الوقت - المعرفة بأمر التراتبية يمنع كلا الطرفين من تحمّل تكاليف قتال طويل. عند الدجاج، تبيّن أن المهيمنين وذوي الرتبة الأدنى يستفيدون من بيئة هرمية مستقرة، ذلك لأن عددًا أقل من التحديات يعني إمكانية تخصيص المزيد من الموارد لوضع البيض. من الممكن أيضًا أن يؤثر اختيار الأقارب في مجموعات تتألف من أفراد ذوي قرابة خاصة، على استقرار الهيمنة الهرمية. في حال كان الفرد من المرتبة الأدنى يرتبط ارتباطًا وثيقًا بالفرد المهيمن، فقد يستفيد بشكل أكثر من الناحية الجينية من خلال مساعدة الفرد المهيمن له، إذ ما تزال جيناته / جيناتها تنتقل إلى ذرية الفرد المهيمن أو نقل جيناته بعد امتلاكه لرتبة معينة لبعض الوقت. في دراسة لذكر بابون السافانا، أظهرت الذكور المهيمنة نسب عالية من هرمون التستوستيرون والإجهاد. يمكن أن يؤدي كل من الإجهاد والتستوستيرون على المدى الطويل إلى انخفاض اللياقة البدنية. إذ أظهرت مستويات الذكور الأدنى في التسلسل الهرمي نسب عالية من الإجهاد، ما يشير إلى أن الذكور المهيمنة هي التي تكتسب لياقة أكبر، مُتجنبة الإجهاد إلى جانب الحفاظ على بعض الفوائد الإنجابية والتغذية لذوي الرُّتبة المعتدلة.

## التحالف
يُظهر بابون السافانا عددًا من طرق التزاوج المرتبطة بسنها. ومن بين هذه الطرق الخاصة  بكبار السن، يشكل الذكور ذوو الرتبة الأدنى تحالفات لمواجهة الذكور ذوي الرتب العليا من أجل الوصول إلى الإناث للجماع الجنسي. بدون ذلك، لن يحصل أولئك الذكور الأقل مرتبة على فرصة للجماع.

## الصراع من أجل الفوز العَرَضي
يُعتبر الصراع مع الذكر المهيمن سلوك محفوف بالمخاطر قد يؤدي إلى الهزيمة أو الإصابة أو حتى الموت. في مجموعة كبش الجبال الصخرية، ومع ذلك، فإن ذوي المرتبة الأدنى يفوزون أحيانًا في معركة من أجل أنثى، وينجبون 44٪ من الحملان في المنطقة. تعيش أفراد هذه المجموعة ضمن قطعان كبيرة، وغالبًا ما تُعاد هيكلة التسلسلات الهرمية في كل موسم تكاثر لديهم.